# Kostel svatého Petra a Pavla (Nové Hrady)
Kostel svatého Petra a Pavla je farní kostel v Nových Hradech v okrese České Budějovice. První písemná zmínka o novohradském kostele pochází z roku 1284. Dochovaná gotická podoba kostela pochází z roku 1590. V roce 1620 byla věž zasažena bleskem a během rekonstrukce byla navýšena o jedno patro a zakončena renesanční lucernou. V roce 1726 dostala věž barokní cibulovitou báň. V roce 1677 byl v Nových Hradech založen klášter řádu servitů. Stavba kláštera přinesla kostelu další stavební změny.

## Historie a popis
Historie kostela sahá do roku 1284. Původně farní kostel (dnes již klášterní) byl situován u hradeb na východním okraji města. Avšak i tento kostel zažil ve své historii několik katastrof. V roce 1425 došlo při husitských válkách k prvnímu poškození kostela a o několik desítek let později, v roce 1467 spolu s celým městem vyhořel. Obnova probíhala až v roce 1500 jako novostavba od základů. Ta byla dokončena o deset let později jako hrubá stavba. Do této doby se též řadí vznik západního sedlového portálu na jižní straně lodi. Nad ním se klene markýza z pozdně gotického období. Další významnou částí z této doby je švábská síťová klenba nad presbytářem, která se nezaměnitelně řadí mezi nejsložitější síťovou klenbu v Jižních Čechách. Celé toto období označujeme jako první etapu – nejpozdější díla rožmberské huti.
V roce 1590 v kostele vznikla valená renesanční klenba, která je ještě doplněna sítí žeber tvořící tvar podunajské čtyřcípé hvězdy a je to jeden z posledních projevů gotického tvarosloví v Čechách. Za autora je považován V. Vogarelliho, avšak není to jisté. Jedním z gotických prvků jsou také přípory ukončené konzolami. V roce 1607 postihla stavbu další katastrofa, kdy do koutové věže uhodil blesk a poničil ji. A tak byla doplněna renesanční střechou. Po roce 1620 se původní účel stavby – farní kostel – změnil na kostel pro zakladatele, tedy rod Buquoyů, a stavba opět doznala velkých změn. V roce 1642 byla přidána do lodi oratoř, která je díky úzké dřevěné chodbě spojena s Buquoyskou rezidencí.

## Historie kláštera

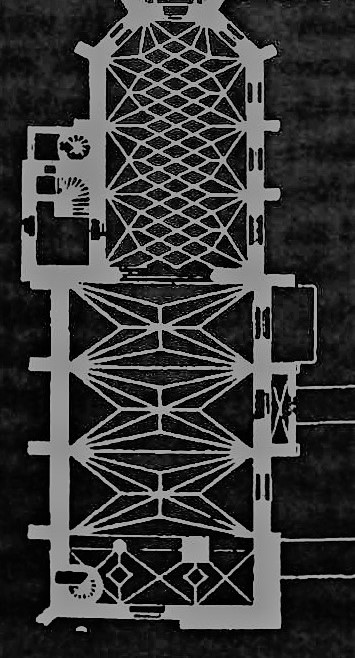
Půdorys kostela svatého Petra a Pavla

V druhé polovině 17. století přibyla pod presbytářem hrobka rodu Buquoyů. Dalším zásadním zásahem byl změna správce, kdy rod předal správu kostela čtyřem členům z řádu servitů z Rosavy u Vídně, kteří zde oficiálně založili klášter, přestože listiny byly schváleny až roku 1685 císařem Leopoldem I. Čtyřkřídlý klášter, jehož další historie úzce souvisí s historií kostela, nechali vystavět Ferdinand Karel Buquoy s manželkou Markétou v období mezi roky 1678 až 1685 na místě, kde dříve byly domy a fara, tedy jižně od kostela zřejmě jako vděčnost za Ferdinandova vyléčená vážná zranění z bitvy proti Turkům. Základní kámen byl položen dne 27. května 1678. Propojení kláštera s kostelem zajišťují dvě visuté zděné chodby.
Pozornost též vzbuzují arkády uprostřed rajského dvora, které jsou v přízemí po celé délce, kdežto v patře jsou situovány pouze na severním spojovacím křídle, což je v raném baroku neobvyklé. Tuto podobnost se nejčastěji nachází u renesančních staveb. Po stranách konventní budovy, která leží jižně od staršího chrámu, je ze dvou stran, z jižní a východní, obklopena klášterní zahradou a křídla budovy tvoří čtvercový dvůr. Na něm se dříve rozprostíraly lehce stlačené oblouky vnitřní chodby, avšak dnes jsou již vyzděné. Tyto arkády se vyskytují i v patře. Fasády jsou rytmizované pilastry, na oknech jsou lehce rozpoznatelné šambrány. V jihovýchodním koutě komplexu se nachází refektář, který je ozdobený štukovými kartušemi z období baroka. Knihovna je na jihozápadním nádvoří a je opět ve slohu barokním.

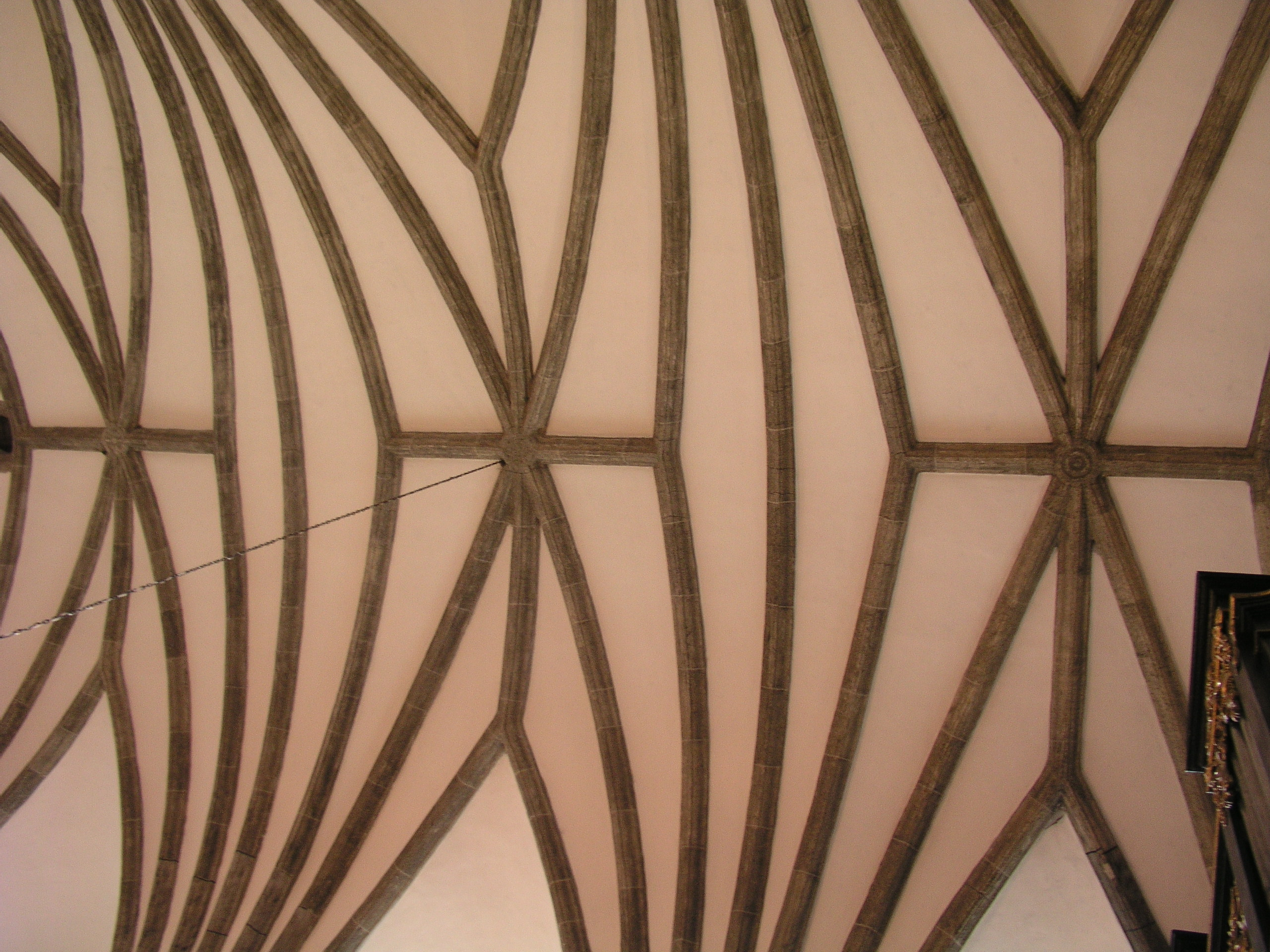
Hvězdicová klenba v hlavní lodi kostela

Východní křídlo kostela bylo prodlouženo až k novogotické části sakristie, na úroveň osy presbytáře. Nad onou sakristií se nachází chór řeholníků. Dodnes není znám autor návrhu, avšak je doloženo, že jedním z uchazečů na výstavbu byl Giacomo Antonio de Maggi, jehož profesí bylo dvorní stavitel na zámku Hluboká a v Českém Krumlově. Ten však měl příliš vysoký rozpočet, tak stavba připadla Bartholomeusi Speeoviz Wanhofernu. Ale ani ten ale neměl úspěch a roku 1681 byl odvolán, kvůli rozporu o průběhu práce. Finální stavba měla původně vypadat jinak, ale nakonec na ni servitům nevyšel rozpočet a později k této dostavbě už nikdy nedošlo. Po něm se na tuto pozici dostal Matěj Šmiral z Rožmberka. Rod Buquoyů vše podporoval nejen finančně, ale i dary a díky zásluze tohoto rodu se například postavila nová kazatelna v roce 1697. Se stavbou se pojily i mnohé úpravy kostela, jako například v roce 1682 přidání hodin na věž kostela, či výstavba nové oratoře namísto staré, kterou nechala vystavět Marie Buquoyová. Nová se nacházela nad onou sakristií, která je spojena chodbou s východním křídlem kostela. Rekonstrukce však nebyla jediná varianta. Původně se uvažovalo o výstavbě zcela nového kostela, ale nakonec se od této myšlenky upustilo. V roce 1682 se areál změnil, jelikož došlo ke zrušení hřbitova v blízkosti kostela a byl přesunut za město. Definitivně byl pak zrušen až v roce 1810.
V následujících letech postihly kostel mnohé nepříjemnosti, jako například když v roce 1726 byla bleskem poškozena střecha kostelní věže, a tak byla nakonec přestavěna do podoby, kterou známe dnes, tedy do tvaru báně s lucernou. Až později, v roce 1846 došlo k další významné změně, kdy byla vystavěna předsíň před vstupem ke schodišti na oratoř a ta umožnila přímý přístup z ulice. Mezi další rozsáhlé opravy kostela lze řadit i tu v roce 1864, kterou následovala o 38 let později rekonstrukce celého areálu. V roce 1864 se též areál rozrostl o dům sester služebnic Pany Marie (tedy servitek), které pomáhaly v dětských opatrovnách a nemocnicích. Když došlo v roce 1946 k vyhnání Němců, byli nuceni odejít i němečtí řeholníci. Kvůli tomu zde zůstali ze dvanácti pouze dva. O čtyři roky později byl klášter zrušen, i tito dva byli vyhnáni a klášter byl obsazen pohraničními vojsky. Po obnově v roce 1991 došlo k celkové rekonstrukci celého komplexu.

## Popis stavby

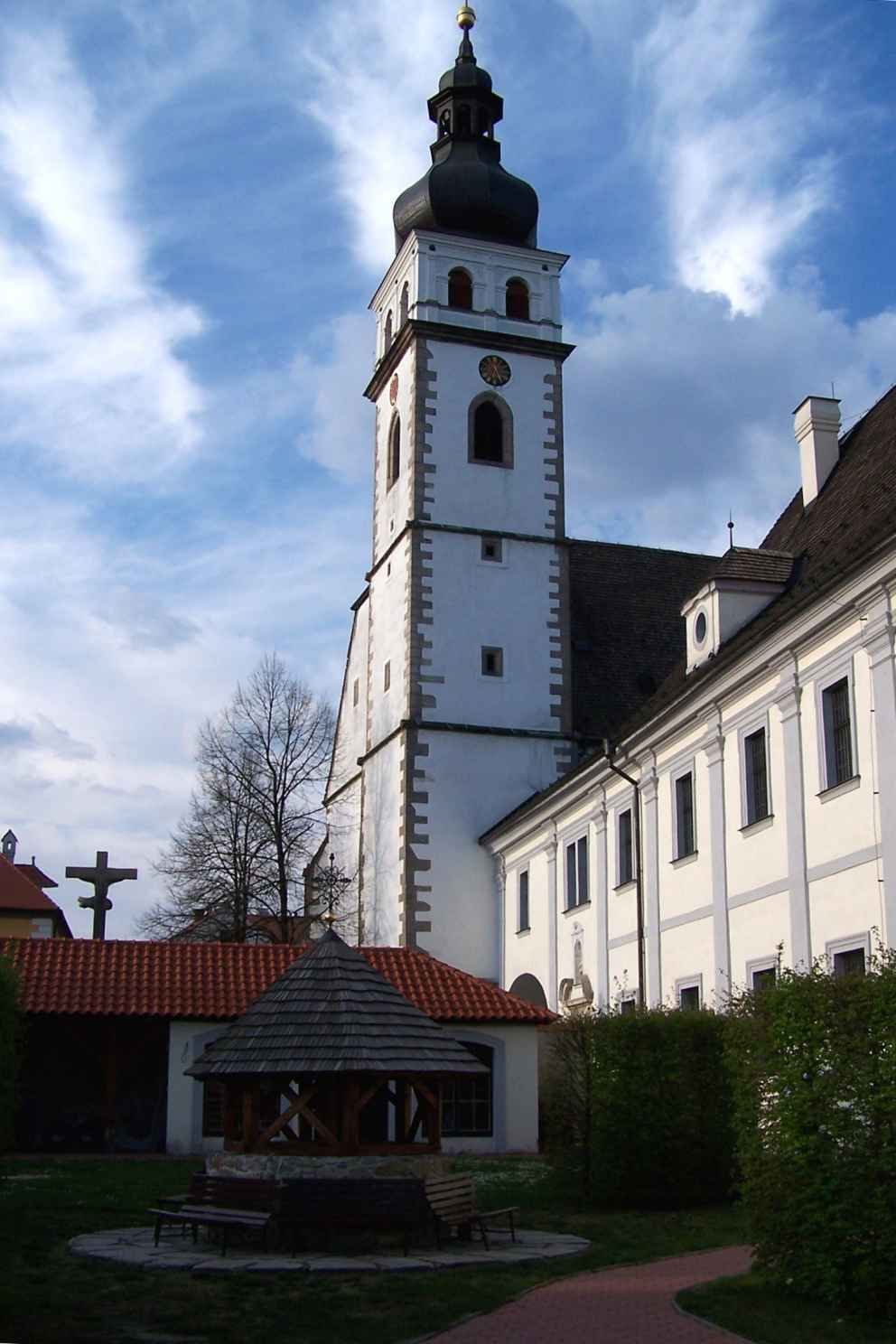
Kostel a klášter se studnou v Nových Hradech

Jednolodní kostel s polygonálně uzavřeným presbytářem má v západním průčelí sedlový portál s přetínavou profilací. Též jsou zde hrotitá okna s původními kružbami, loď je vybavena valenou klenbou s výsečemi, s vloženými žebry vytvářejícími čtyřcípé hvězdy. V severní části je zachovalý renesanční portálek. Ve východní části se nachází nová sakristie se štukovou výzdobou v raně barokním stylu. Mezi chrámem a konventní budou je relativně velký prostor, který napovídá o původním záměru servitů vystavět zde nový chrám. Západní část kostela tvoří hvězdicová klenba se třemi svorníky, podepřená osmi opěrnými pilíři, kdežto nad východní částí se klene síťová klenba s vyžlabenými žebry zajištěná hranolovitými příporami. Prostor je prosvětlen třemi dvoudílnými lomenými kružbovými okny na jižní straně a jedním třídílným oknem. V severní části je patrová sakristie obdélníkového půdorysu osvětlena jedním oknem, do které se vstupuje portálem s profilovaným ostěním. V celém prostoru kostela se nacházejí tři schodiště, jedno v západní a dvě v severní části kostela. V jižní části byla umístěna předsíň krytá sedlovým portálem. Hlavní vstup je orientován k západu a opět je zdoben sedlovým portálem. Prostor vstupu do kostela osvětluje trojdílné lomené okno zdobené čtyřlistem a vše je zastřešené křížovou klenbou s lunetami. Konzoly jsou nejvíce zdobené zvířecími hlavami.

### Exteriér
Stavbu obkružuje vnější opěrný systém s odlišnou profilací soklů. Patří mezi něj opěrné pilíře, i opěráky, které jsou tři na jižní straně, na severní jich je pět. Tyto opěráky jsou vybaveny okapní římsou, dále pokračují pultovou stříškou a zakončeny jsou štítkem s kružbovým motivem. Z jihu je kostel prosvětlen třemi lomenými okny s kamenným ostěním a světlo do kostela proniká také trojlodním lomeným kružbovým oknem. Do kostela se vstupuje sedlovým portálem s protínaným ostěním.

#### Věž
V jihozápadní části kostela byla zbudována hranolovitá věž se zesíleným obvodovým zdivem a s armovanými nárožími. Věž je osvětlena obdélnými okénky s kamenným ostěním. Vrcholu této věže dominuje korunní římsa a cibulovitá báň. Interiér zvonice je pouze z neomítnutého kamenného zdiva. Na schodiště bylo jako materiál použité dřevo. Tři patra věže kostela jsou opticky rozdělena díky členění kamenné římsy.

## Zařízení
V kostele je zařízení z raně barokního období, tedy převážně ze druhé poloviny 17. století. Na hlavním oltáři je obrázek Panny Marie Záblatské s Ježíškem v levé ruce, který byl velmi uctíván. Hrobka Buquoyů je ukryta za černou deskou v presbytáři. V kostele je též hrobka řeholníků z řádu servitů. Hlavní oltář se datuje do roku 1678.

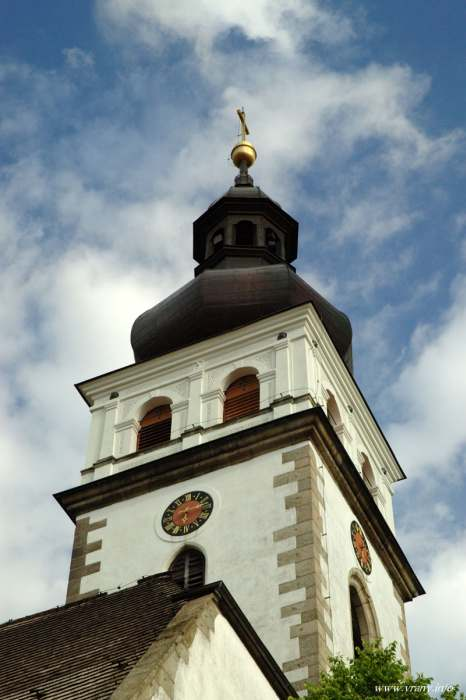
Věž
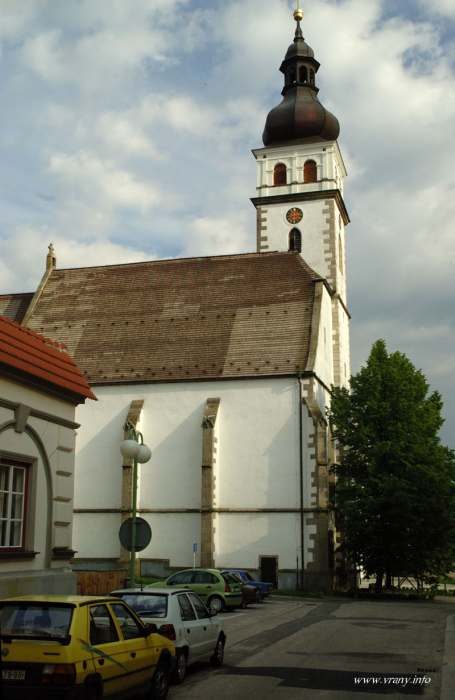
Boční pohled
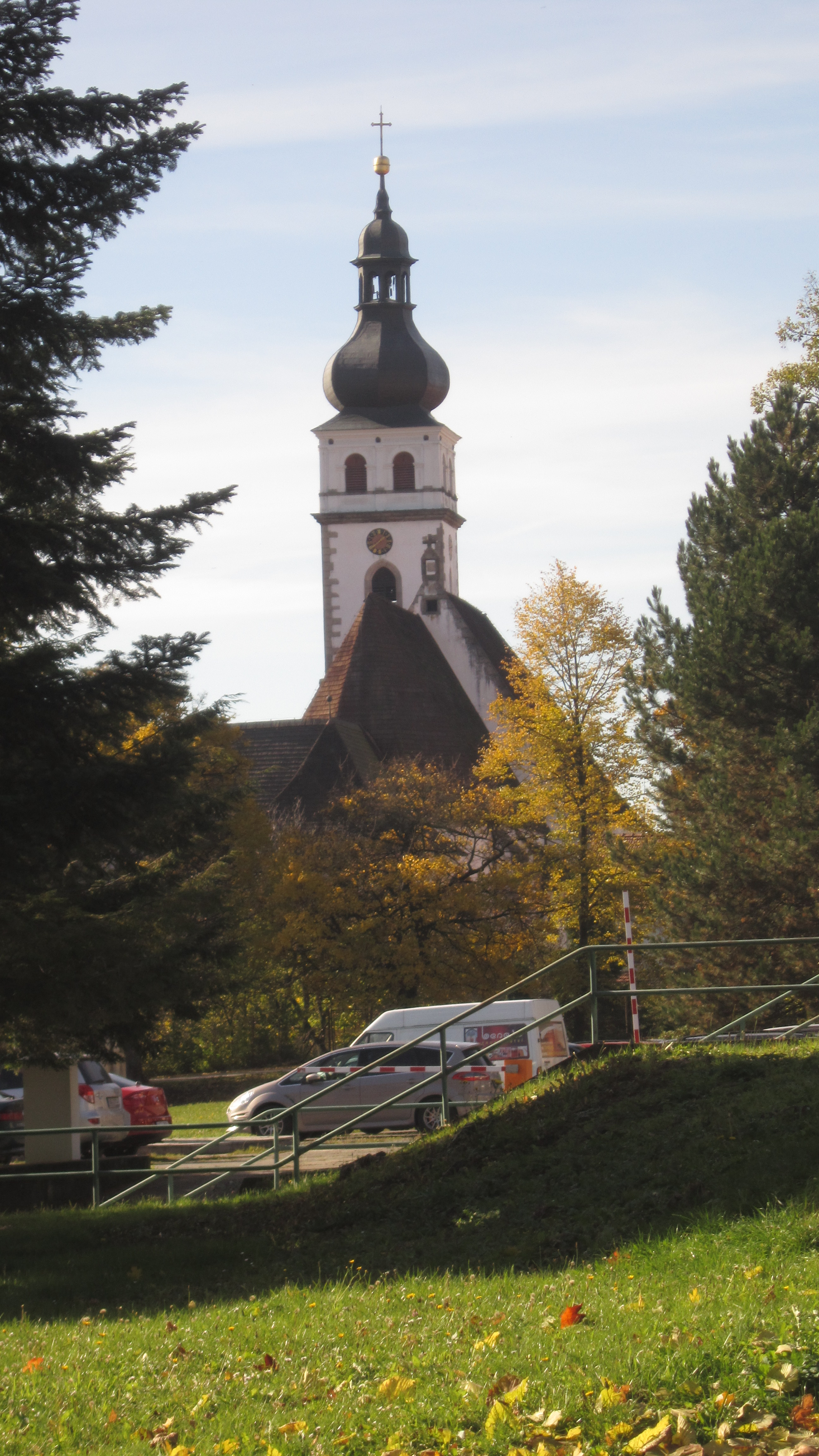
Pohled od zámku
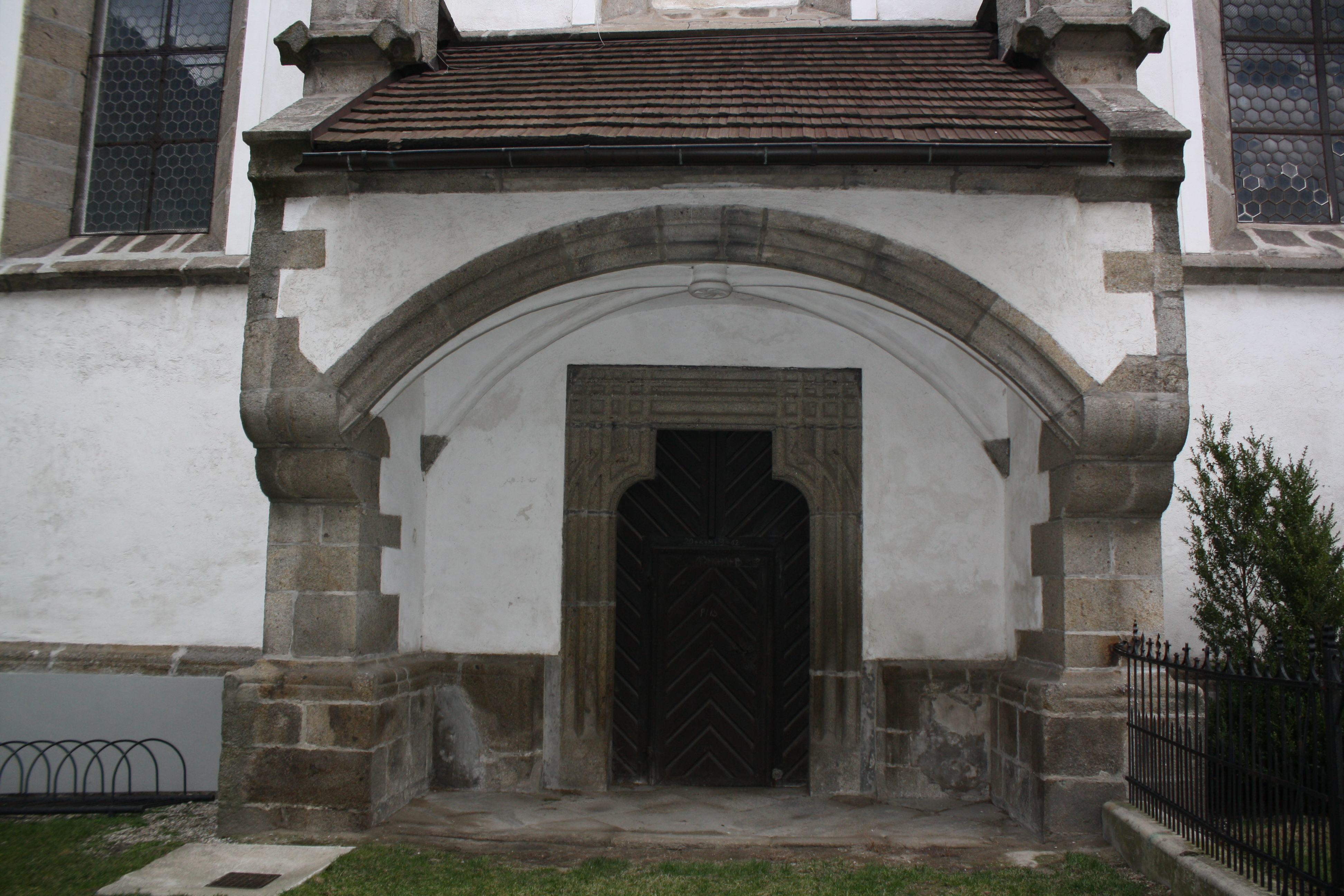
Vstupní portál